# 지식 노동자

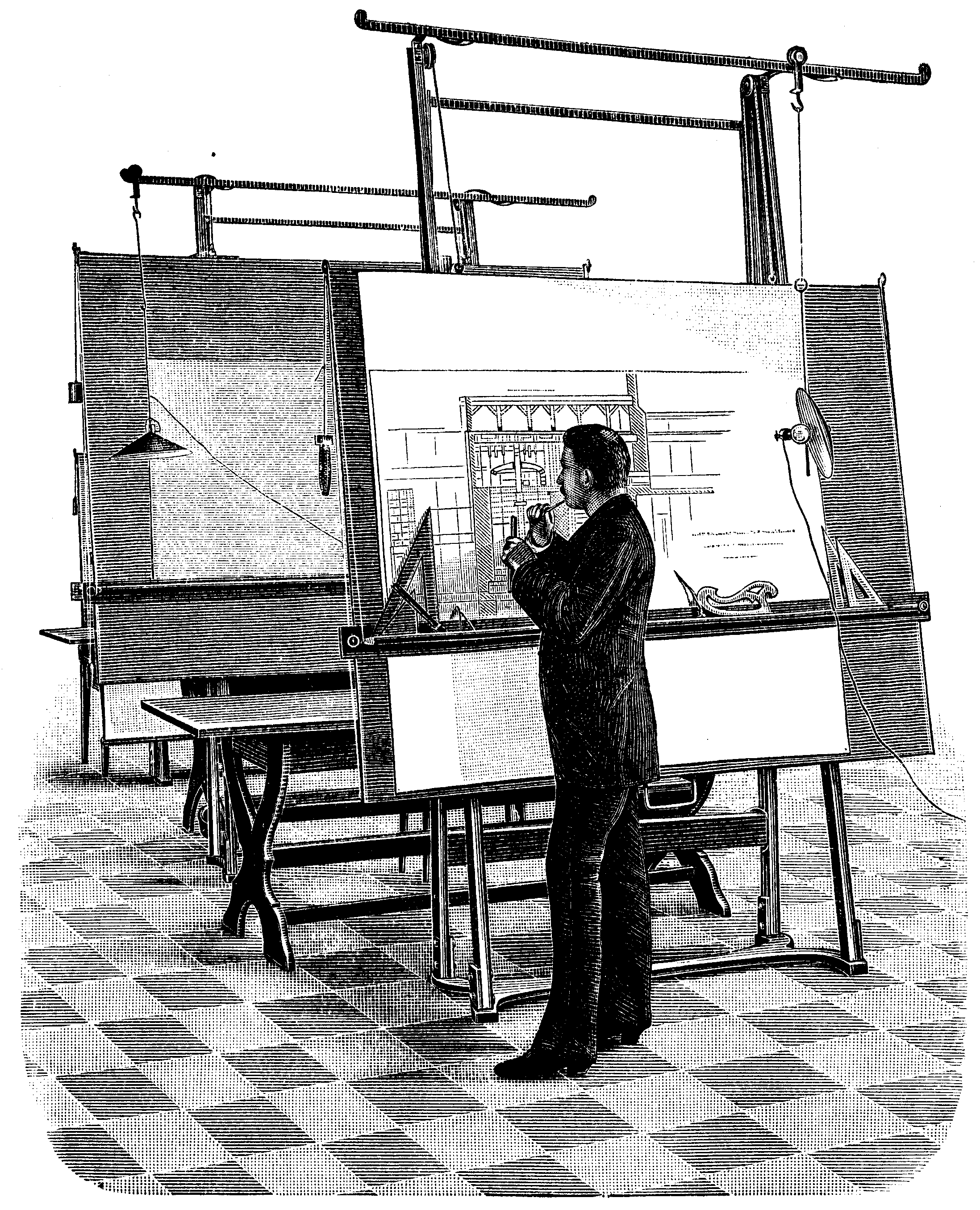
전형적인 지식 노동자로서 건축가

지식 노동자(Knowledge workers)란 자기의 주요 자본이 지식에 있는 사람이다. 예를 들면 소프트웨어 엔지니어, 의사, 간호사, 약사, 건축, 엔지니어, 과학자, 디자인 사상가, 회계사, 변호사, 학자, 화이트 칼라 노동자이다.

## 같이 보기
- 명시지
- 정보 산업
- 지식경제
- 지식 경영
- 지식검색
- 지식 조직화
- 학습
- 도서관학
- 평생교육
- 신지식인
- 시스템 사고
- 암묵적 지식